# Alexei Michailowitsch Bassow

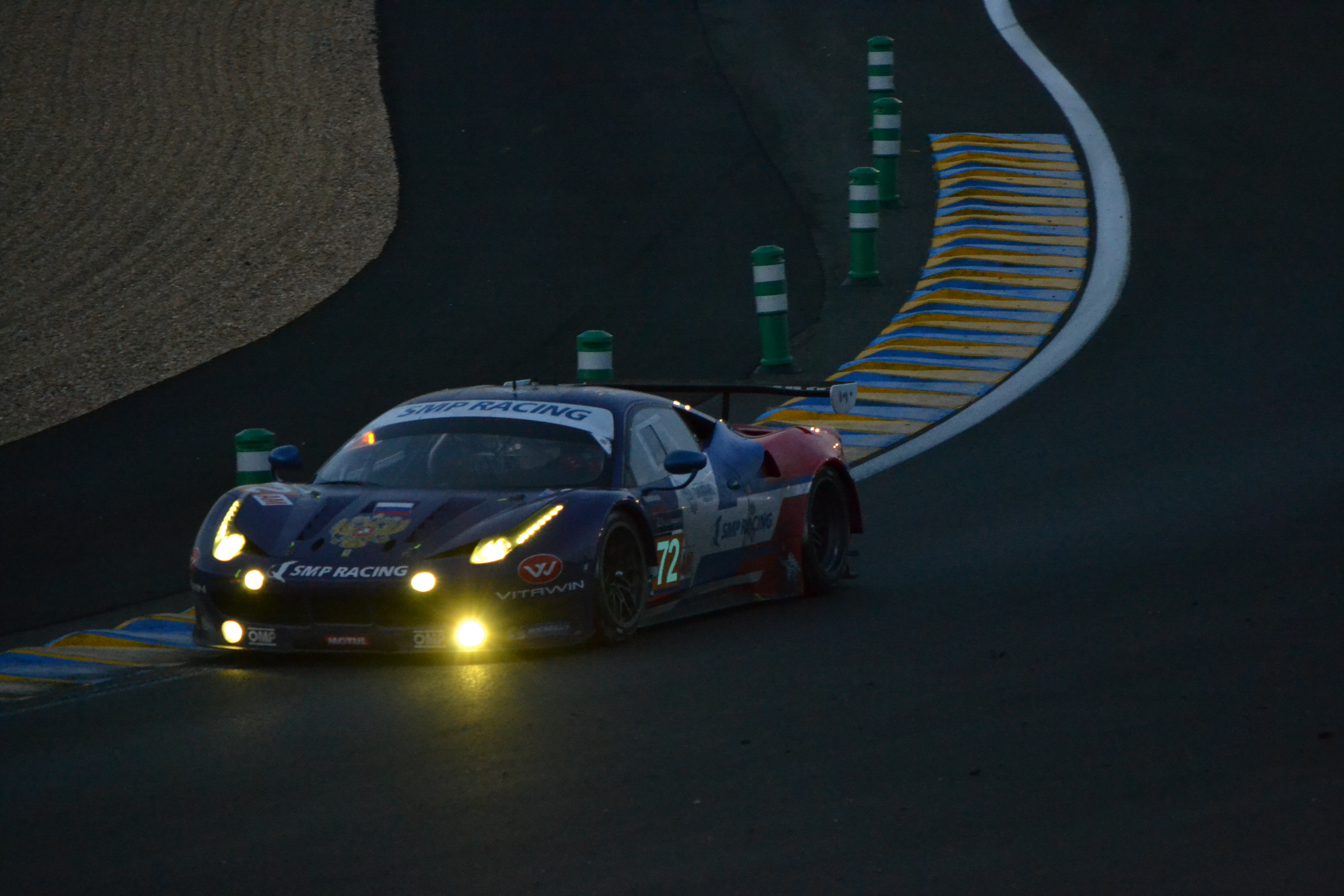
Der Ferrari 458 Italia GT2 von Andrea Bertolini, Victor Shaitar und Alexei Bassow in der Dämmerung des 24-Stunden-Rennens von Le Mans

Alexei Michailowitsch Bassow russisch Алексей Михайлович Басов (engl. Transkription: Aleksey Basov, auch Alexey Basov) (* 22. April 1977 in Mytischtschi, Oblast Moskau) ist ein ehemaliger russischer Autorennfahrer.

## Karriere im Motorsport
Alexei Bassow begann seine Karriere im russischen Lada-Cup, den er 2005 als Gesamtdritter beendete. 2007 gewann er die Gesamtwertung der russischen Tourenwagen-Serie und im selben Jahr die Produktionswagen-Klasse des European Touring Car Cup.
2009 wurde Bassow Tourenwagen-Meister der Ukraine und wechselte Anfang der 2010er-Jahre nach Italien, um dort bei Touren- und GT-Wagen an den Start zu gehen. 2012 gewann er die Gesamtwertung der europäischen Ferrari Challenge. Seinen bisher größten Erfolg feierte er in der FIA-Langstrecken-Weltmeisterschaft, wo er 2015 die Endwertung der LMGTE-Wertung für sich entscheiden konnte. Auch beim 24-Stunden-Rennen von Le Mans 2015 konnte er diese Rennklasse gewinnen. Dabei profitierte er allerdings vom späten Ausfall des lange führenden Paul Dalla Lana im Aston Martin Vantage GTE.

## Statistik

### Le-Mans-Ergebnisse
| Jahr | Team       | Fahrzeug               | Teamkollege      | Teamkollege    | Platzierung             | Ausfallgrund |
| ---- | ---------- | ---------------------- | ---------------- | -------------- | ----------------------- | ------------ |
| 2014 | SMP Racing | Ferrari 458 Italia GT2 | Andrea Bertolini | Victor Shaitar | Ausfall                 | Unfall       |
| 2015 | SMP Racing | Ferrari 458 Italia GT2 | Andrea Bertolini | Victor Shaitar | Rang 20 und Klassensieg |              |

### Einzelergebnisse in der FIA-Langstrecken-Weltmeisterschaft
| Saison | Team       | Rennwagen              | 1   | 2   | 3   | 4   | 5   | 6   | 7   | 8   |
| ------ | ---------- | ---------------------- | --- | --- | --- | --- | --- | --- | --- | --- |
| 2014   | SMP Racing | Ferrari 458 Italia GT2 | SIL | SPA | LEM | AUS | FUJ | SHA | BAH | SAO |
| 2014   | SMP Racing | Ferrari 458 Italia GT2 | DNF |     |     |     |     |     |     |     |
| 2015   | SMP Racing | Ferrari 458 Italia GT2 | SIL | SPA | LEM | NÜR | AUS | FUJ | SHA | BAH |
| 2015   | SMP Racing | Ferrari 458 Italia GT2 | 18  | 26  | 20  | 23  | 21  | 28  | 23  | 30  |